# آمادیو بالدیسزونه
آمادیو بالدیسزونه (انگلیسی: Amedeo Baldizzone; ۲ مهٔ ۱۹۶۰ – ۱۳ دسامبر ۲۰۲۰) بازیکن فوتبال اهل ایتالیا بود.
از باشگاه‌هایی که در آن بازی کرده‌است می‌توان به باشگاه فوتبال کالیاری، باشگاه فوتبال پیاچنزا، و باشگاه فوتبال آتالانتا اشاره کرد.